# Curious George (videojuego)
Curious George es un juego de plataformas de 2006 distribuido por Namco y desarrollado por Monkey Bar Games, una división de Vicious Cycle Software. Fue lanzado para GameCube, PlayStation 2, Xbox y Microsoft Windows y está basado en la película de 2006 del mismo nombre. Torus Games desarrolló una versión 2D independiente para Game Boy Advance (GBA). La mayoría de las voces originales de la película animada no se usaron en ninguno de los diálogos del juego, a excepción de las escenas cinemáticas, mientras que Frank Welker y David Cross repiten sus papeles como Curious George y Junior respectivamente.

## Jugabilidad
Curious George es un juego de plataformas en el que el jugador controlará a George (ya sea un mono de Berbería o un chimpancé) que puede saltar, balancearse y deslizarse por diferentes entornos. El juego presenta 13 niveles lineales que siguen de cerca la trama de la película; cada nivel también presenta escenas cinemáticas tomadas de la película. Cada nivel cuenta con plátanos coleccionables, y el objetivo principal es recolectar ídolos que harán avanzar al jugador a la siguiente parte del nivel. El jugador también puede tener la tarea de encontrar objetos clave ocultos para avanzar. Los niveles también cuentan con una serie de objetos resaltados que otorgarán al jugador «puntos curiosos» por interactuar con ellos. Estos puntos se podrán usar para desbloquear ítems adicionales que incluyen sombreros para George y la capacidad de jugar minijuegos y ver cinemáticas.
El juego presenta cuatro minijuegos, tres de los cuales son bastante similares y requieren que el jugador presione un botón en el momento correcto. El primero es un juego de ritmo en el que George baila siguiendo un ritmo. El minijuego final implica romper globos, y el jugador deberá completar 18 rondas del juego para recolectar las fichas necesarias para completar el nivel.

## Trama
El juego comienza con Ted descubriendo un ídolo antiguo en una jungla africana, solo para descubrir que mide tres pulgadas de alto. Luego abandona la jungla decepcionado y le da su sombrero amarillo a George (con la voz de Frank Welker). George sigue a Ted a través de la jungla y sube a bordo de un barco de carga que sirve como escenario para el siguiente nivel. A bordo del barco de carga, George sale de la bodega donde lo reciben dos marineros en cubierta. Los marineros le dicen a George que baile, lo que lleva al primer minijuego de baile. Después del baile, los marineros desafían a George a completar una carrera de obstáculos. George explora el resto del barco antes de regresar a la bodega, donde termina el nivel cuando el barco llega a su destino.
Siguiendo a Ted fuera del barco, George viaja en la parte superior de los autos y sigue el taxi de Ted a través de la ciudad, antes de llegar a un sitio de construcción. Navegando por el sitio de construcción, George ve a Ted entrando en su edificio de apartamentos y se dirige hacia la habitación de Ted trepando por los balcones. A su llegada, su olor atrae la atención de Ivan, el portero del edificio, que hace cumplir una política de «no mascotas». George se cuela por el apartamento para evitar a Ivan, antes de entrar en el ático de la Sra. Plushbottom, lo que lleva al segundo minijuego. George es descubierto y expulsado del apartamento junto con Ted.
El siguiente nivel tiene lugar en el museo donde trabaja Ted; él esquiva preguntas sobre el tamaño del ídolo mientras George se cuela por el museo. Junior (con la voz de David Cross), el hijo del dueño del museo, comienza a sospechar después de que Ted menciona repetidamente un mono y se dispone a encontrar a George. Las repetidas travesuras de George finalmente envían a un frustrado Junior a casa, pero George y Ted son expulsados de todos modos después de que el mono destruye accidentalmente un esqueleto de Apatosaurus. Sin un lugar donde dormir, el dúo se refugia en un parque, donde encuentran consuelo en las luciérnagas que George colecciona.
Al día siguiente, George recolecta fichas en el minijuego final haciendo estallar globos con un grupo de niños; intenta comprar un globo con las fichas, pero termina llevándose todo el grupo y flotando para horror de Ted. Esto conduce al siguiente nivel, donde George flota por el aire mientras esquiva obstáculos y recolecta globos para mantenerse en el aire. Finalmente, aterriza a salvo solo para ser capturado por el control de animales y enviado de regreso en un barco a África. Por suerte, Ted rescata a George a bordo del barco, pero una rata le roba su ídolo. George persigue a la rata por el barco y consuela a un marinero musófobo por medio del baile. En la cubierta, una gaviota se lleva al ídolo; George distrae al pájaro ofreciéndole una papa robada y recupera el ídolo.
En los dos niveles finales, George y Ted se encuentran de nuevo en África, y Ted se da cuenta de que el pequeño ídolo era solo la clave para uno más grande. Juntos, resuelven los diversos acertijos que protegen el camino hacia el ídolo, algunos de los cuales resultan peligrosos. El juego termina cuando George abre la entrada al ídolo, y la escena final de la película muestra a Ted presentando el ídolo en el museo y enfatizando la importancia de la curiosidad en su viaje con George.

## Producción y lanzamiento
Las versiones para consola y PC fueron desarrolladas por Monkey Bar Games, mientras que la versión de GBA del juego fue desarrollada por Torus Games. El juego fue anunciado por primera vez a finales de 2005, y las versiones para consola y GBA se completaron en enero de 2006.
Se revelaron demos de la versión para consola en un evento de prensa de Namco poco después del anuncio del juego, que mostraba una versión preliminar del nivel del museo. Gran parte del contenido descrito por los críticos llegó al juego final. En ese momento, Namco quería que Will Ferrell repitiera su papel como Ted de la película, pero esto no se concretó.
El juego fue lanzado el 1 de febrero de 2006, nueve días antes del estreno de la película. Su lanzamiento en las regiones PAL estaba programado para octubre de 2006, después de que Electronic Arts llegara a un acuerdo con Namco para distribuir el juego en las regiones.

## Recepción
El juego recibió «críticas mixtas» en todas las plataformas según el sitio web agregador de reseñas Metacritic, y la versión de GBA recibió la mayor cantidad de elogios.
La versión de consola fue elogiada por sus gráficos cel-shaded que los críticos sintieron que pudieron capturar el estilo de dibujos animados de la película. Si bien elogió los gráficos y las animaciones, IGN criticó el menú principal del juego, calificándolo de «soso» e «inacabado»; el crítico no estaba seguro de si tenía la versión final del juego o no hasta que comenzó el juego.
Algunos aspectos de la jugabilidad fueron recibidos negativamente como los controles y la repetitividad general del juego. Los controles rígidos, particularmente el doble salto, y la cámara difícil de controlar frustraron a los analistas. Si bien los niveles fueron diseñados para ser simples, los críticos sintieron que los problemas de jugabilidad hicieron que partes del juego fueran demasiado complejas para los niños pequeños, el público objetivo del juego. El juego de plataformas fue descrito como carente de profundidad. Una reseña para Gamespot describió el diseño de niveles como «extremadamente lineal» y sin «medida de exploración», y los objetos interactivos fueron descritos por Eurogamer como «una buena idea» pero «inútil» debido a su repetitividad. Los minijuegos recibieron críticas mixtas de los analistas; IGN los llamó un «descanso muy necesario» del juego principal, mientras que otros los consideraron demasiado repetitivos. Eurogamer caracterizó al minijuego final de globos como «una asombrosa cantidad de dieciocho rondas de acción letárgica de bemani»